# Kolonizacija svemira
Kolonizacija svemira (također i naseljavanje svemira, humanizacija svemira, habitacija svemira itd.) predstavlja koncept stalnih autonomnih (samodovoljnih) ljudskih naseobina na mjestima van Zemlje. Prvi je stalno prisustvo ljudi u svemiru, kao što je Međunarodna svemirska stanica.
Kolonizacija svemira je jedna od glavnih tema nekadašnje znanstvene fantastike i suvremene znanosti.
Dok većina ljudi misli na kolonije na Mjesecu i Marsu, ostali se zalažu da prve kolonije budu u orbitama. Nekoliko grupa u NASI i po drugim agencijama proučavale su mogućnosti stvaranja orbitalnih kolonija. Ustanovili su da svi potrebni materijali postoje na Mjesecu i asteroidima blizu Zemlje, da je Sunčeva energija prisutna u vrlo velikim količinama i da nije potrebno praviti nova znanstvena dostignuća, iako je neophodno uraditi mnogo inženjerskog posla.
Postoji više egzoplaneta sličnih Zemlji. Jedna predložena karakterizacija sličnosti nekog planeta u usporedbi sa Zemljom je Indeks sličnosti sa Zemljom (eng. Earth Similarity Index, ESI). Po toj karakterizaciji pet najsličnijih planeta su: KOI-4878.01, TRAPPIST-1e, Teegarden b, Gliese 581 g i Luyten b (valja napomenuti da su KOI-4878.01 i Gliese 581 g nepotvrđeni, te da su TRAPPIST-1e, Gliese 581 g i Luyten b plimno zaključani s vlastitom zvijezdom).